# Styloniscus spinosus
Styloniscus spinosus är en kräftdjursart som först beskrevs av Patience 1907.  Styloniscus spinosus ingår i släktet Styloniscus och familjen Styloniscidae. Inga underarter finns listade i Catalogue of Life.